# Rusalka (pramen)
Pramen Rusalka, původně Nový pramen, je sedmý karlovarský minerální pramen. Nachází se na levém břehu řeky Teplé uprostřed lázeňské části Karlových Varů. Umístěn je na Mlýnské kolonádě, jeho teplota je 62 °C a vydatnost 3,9 litrů/min. Je volně přístupný.

## Historie
Pramen byl známý již od 16. století, vyvěral přímo v korytě řeky a jmenoval se Nový. Prameny bývaly v Karlových Varech tehdy využívány výhradně k dlouhodobým koupelím a teprve v 16. století se pomalu vedle koupelové léčby začala vyvíjet i léčba pitná. Významnou měrou k tomuto pokroku přispěl doktor Václav Payer z Lokte, který v roce 1522 vydal první tištěný kritický vědecký spis o Karlových Varech a tamní léčbě Pojednání o Karlových Varech (latinsky, v roce 1984 do češtiny přeložil Bohumil Ryba). Na základě informací a zkušeností karlovarských lékařů doporučil minerální vodu pít, a léčebné cykly, které ve spisu navrhl, se s úspěchem stále praktikují.
Jiný karlovarský lékař, dr. C. Springsfeld, provedl chemickou analýzu pramene a doporučil jej k užívání. Pramen byl roku 1746 zachycen a jímán jímkou z borového dřeva, které bylo časem nahrazeno lipovým. Pramen Rusalka byl i po polovině 18. století stále nazýván Nový pramen. Jeho vývěr se tehdy nacházel v sousedství Mlýnských lázní. Nejprve jej chránil jednoduchý přístřešek, v letech 1792–1793 nad ním byla vystavěna nová dřevěná promenádní hala. Ta byla první stavbou svého druhu v Karlových Varech. Kolonáda skýtala lázeňským hostům možnost zdržovat se zde i za nepříznivého počasí. Přímo u pramene také ordinovali lázeňští lékaři. V roce 1811 byla na místě původní stavby postavena nová empírová Giesselova kolonáda Nového pramene. V letech 1871–1881 byla nahrazena novorenesanční kamennou Mlýnskou kolonádou podle projektu architekta Josefa Zítka.

## Současný stav
Pramen je od roku 1984 jímán 7,8 metrů hlubokým vrtem. Jeho teplota je 62 °C, vydatnost 3,9 litrů/min. a obsah CO2 600 mg/litr. Vyvěrá v promenádní hale Mlýnské kolonády (ještě s dalšími dvěma prameny – Knížetem Václavem a Libuší. Z obou stran promenádní haly mají své pramenní vázy také prameny Mlýnský a Skalní).